# Dienstreglement
Als Dienstreglement wird allgemein ein Arbeits- bzw. Gesetzesbuch bezeichnet.
In Deutschland ist diese Bezeichnung ein veralter Name für Dienstvorschrift.
In der Schweiz ist diese Bezeichnung gängig und wird bei verschiedenen Polizeikorps, staatlichen Organisationen und vor allem bei der  Schweizer Armee verwendet, wo es das wichtigste Handbuch für jeden Schweizer Soldaten ist.